# غومه اي (مقاطعة ديواندرة)
غومه‌اي (بالفارسية: گومه‌ای) هي قرية تقع في قسم زرينه الريفي (مقاطعة ديواندرة) في إيران. يقدر عدد سكانها بـ 322 نسمة بحسب إحصاء 2016.